# پروانه‌های گاودل
پروانه‌های گاودل (به انگلیسی: cattlehearts) (نام علمی: Parides)، یک سرده از پروانه‌های دم‌چلچله‌ای از تیرۀ Papilionidae است. آنها در قاره آمریکا (قلمرو نوگرمسیری) یافت می‌شوند.